# Dum Romae consulitur, Saguntum expugnatur
La locuzione latina Dum Romae consulitur, Saguntum expugnatur significa mentre a Roma si discute, Sagunto è espugnata (Tito Livio, Storie, XXI, 7, 1).
La citazione esatta sarebbe Dum ea Romani parant consultantque, iam Saguntum summa vi oppugnabatur. Questa frase non è pronunciata dagli ambasciatori di Sagunto per chieder l'aiuto di Roma nello sforzo di respingere l'assedio che nel 219 a.C. il generale cartaginese Annibale Barca aveva posto alla città, ma è l'amaro commento di Livio alla situazione (cfr. Livio, XXI, 7, 1). Roma tergiversò, sicché dopo otto mesi di combattimenti la città si arrese e Annibale la rase al suolo. Questo attacco fu il casus belli della seconda guerra punica.
Spesso si cita solo la prima parte della frase (Dum Romae consulitur...), con riferimento a coloro che perdono molto tempo in consultazioni continue senza decidere, in un contesto che invece richiederebbe decisioni rapide.
Destò grande impressione la citazione che di questa storica frase fece il cardinal Salvatore Pappalardo durante l'omelia del funerale del generale Carlo Alberto dalla Chiesa, ucciso dalla mafia: con essa egli volle esortare a una maggior vigilanza e presenza dello Stato, nel contesto drammatico degli omicidi eccellenti di quegli anni.